# 全球最低企業稅率

OECD計劃設立15%全球最低企業稅率
起初簽約國
後續簽約國
非簽約國
退出
非框架成員（無法簽約）

全球最低企業稅率（英語：global minimum corporate tax rate），縮寫為GMCT、GMCTR，是為了應對稅基侵蝕和利潤轉移問題，以設置全球統一的最低企業稅率的方式，減少跨國公司和科技巨頭轉移利潤到低稅收地區，削弱避稅天堂的吸引力，在2021年七大工業國組織（G7）財長會議上，達成設置全球最低企業稅率為15%的協定，2024年正式推行。

## 背景
在冷戰結束後，經濟全球化時代，各國為了吸引公司進駐，多年來進行稅收競爭。隨著互聯網發展，催生了數字經濟的飛速發展，一批跨國公司相繼出現，歐美的大型跨國公司將利潤轉移到避稅天堂，讓歐美的發達國家損失大量稅收。美國智庫稅收與經濟政策研究院的報告顯示，在2018年《財富》的美國前500大企業中379間有實現獲利的企業，他們繳交的實際稅率遠低於法定稅率，還有91間繳交的聯邦稅率為0%「甚至更低」，包括亞馬遜公司、星巴克、雪佛龍、網飛、動視暴雪、IBM等。蘋果公司就開創了雙層愛爾蘭夾荷蘭三明治的方式避稅，2013年之前四年省下了約740億美元的稅金，谷歌在2015年也使用這個方式避稅，省下37億美元。

## 沿革
2012年二十國集團洛斯卡沃斯峰會上要求經濟合作暨發展組織（OECD）就稅基侵蝕和利潤轉移作研究，以限制跨國公司轉移利潤，2013年2月OECD推出《稅基侵蝕和利潤轉移》專題報告，7月完成《稅基侵蝕和利潤轉移行動計畫》，提出15個關於國際稅收法律和實踐的工作項目。2013年二十國集團聖彼得堡峰會通過了這個計畫。2015年二十國集團安塔利亞峰會會上決定讓OECD建立實施這個計畫的多邊工具，2016年OECD制定了實施稅收協定相關措施以防止稅基侵蝕和利潤轉移的多邊公約，條約於2018年7月1日實施。15個項目中以「應對數字經濟的稅收挑戰」為首，2018年3月，OECD財政事務委員會旗下的數字經濟工作小組完成跟進「應對數字經濟的稅收挑戰」工作的中期報告，提及參與計畫的成員國有三種不同意見：一是向特定數字化企業開徵新稅項以及制訂特殊稅務安排，二是重新審視當下國際稅收規是否兼容新型數字企業和傳統企業，三是既有稅基侵蝕和利潤轉移機制已經行之有效。爭議持續到2018年二十國集團布宜諾斯艾利斯峰會，直到2019年5月德國、法國聯合提出設立「全球最低企業稅率」倡議，討論重點才轉移到後者。2019年OECD發表咨詢文件，提出「全球反稅基侵蝕計畫」避免跨國企業轉移利潤到低稅區或無稅區，並希望企業繳納最低有效稅率。2020年OECD繼續對跨國科技公司徵稅和設立最低企業稅率展開談判，原定計畫在年末達成共識，由於歐美之間存在分歧，推遲到2021年中再嘗試達成共識。
2021年4月5日，時任美國財政部長珍妮特·耶倫提出要設置全球最低企業稅率，以結束各國「30年来企業稅率競相探底」的情況。拜登政府提議對將全球最低企業稅率設置在21%，法國和德國的財務部長對美國的決定表示歡迎，英國表示需要讓他向科技巨頭徵稅才同意美國的動議，而一些低稅率的國家如愛爾蘭對提議持懷疑態度。5月中珍妮特·耶倫在OECD的稅基侵蝕與利潤移轉行動方案包容性架構指導委員會會議中提出全球企業最低稅率應至少為15%。6月G7財長會議上，達成實施15%的全球最低企業稅率，同時支持對有10%以上高額利潤的約100家企業收取最高20%的稅，作為交換G7員國同意停止現有的數字稅徵收。主持會議的時任英國財政大臣辛偉誠表示「這是一項真正具有歷史意義的協議」。方案將交到二十國集團（G20）和OECD進行討論，法國方面表示會爭取再提高稅率，愛爾蘭表示協議考慮了大小國家的需求。據《金融時報》報道OECD在G7確定全球最低企業稅率之後，正研究調整機制以填補協議的漏洞，防止亞馬遜公司等科技巨頭避開新稅。由於亞馬遜公司於2017年才開始盈利，且整體毛利率不滿10%，OECD打算將亞馬遜公司一些盈利高的部門個別徵稅，如將亞馬遜雲端運算服務視為獨立部門進行徵稅。英國在會議後和歐盟國家推動跨國金融企業能豁免於受全球最低企業稅所約束，英國認為協議針對科技巨頭已經足夠，擔心全球最低企業稅會導致金融企業撤出倫敦市，影響倫敦市作為國際金融中心的地位。
2021年7月1日，OECD的130個成員國就全球最低企業稅率展開討論，除了愛爾蘭、愛沙尼亞、匈牙利、秘魯、巴巴多斯、聖文森特和格林納丁斯、斯里蘭卡、尼日利亞和肯尼亞之外都同意了最低企業稅率至少設置為15%，該稅率適用於營業額超過7.5億歐元（8.89億美元）除航運業外的公司。各國將以更公平的方式向全球營業外超過200億歐元，稅前利潤率超過10%的跨國公司的徵稅，而採礦業和金融服務業的跨國公司排除在外。2021年10月8日，136个国家及司法管辖区同意将企业税定在最少15%，各国目标在2022年签署多边协议，并在2023年正式实施。10月30日，20国集团领导人峰会達成结论草案，與會各國领导人将批准15%全球最低企业税率的协议。
2022年，該稅率改革的議題在美國國會遭到拖延。同年4月，波蘭在歐盟會議中否決了2023年底實施全球最低企業稅率。5月16日，美國財政部長耶倫前往波蘭，與波蘭政府商討全球最低企業稅率問題。
2024年1月1日，全球最低企業稅率正式實施。2025年1月23日，再任美國總統特朗普表示這個稅制對美國不利，美國不會執行。

## 外部連結
- 跨國企業集團的全球最低税和香港最低補足税（繁體中文）